# Beatenberg
Beatenberg ist eine Einwohnergemeinde im Verwaltungskreis Interlaken-Oberhasli des Schweizer Kantons Bern.

## Geographie
Die Einwohnergemeinde liegt im Berner Oberland und erstreckt sich vom Thunersee bis hoch über das Niederhorn. Sie besteht aus den Ortschaften Beatenberg und Sundlauenen. Das Dorf Beatenberg liegt auf einer Geländeterrasse mit einzigartigem Blick auf das Dreigestirn Eiger, Mönch und Jungfrau. Nebst Einzelhöfen besteht das Dorf auch aus den Burgerbäuerten, den sogenannten Gütergemeinden, Schmocken, Spirenwald und Waldegg. Der Dorfkern von Sundlauenen liegt am Nordufer des Thunersees.
Die beiden Ortschaften sind über die Kantonsstrasse (Hauptstrasse 221) via Unterseen miteinander verbunden
Nachbargemeinden sind Eriz, Habkern, Horrenbach-Buchen, Sigriswil und Unterseen.

## Geschichte
Frühmittelalterliche Gräber wurden im Bereich Balmfluh-Beatushöhlen gefunden. Die erste urkundliche Erwähnung des heutigen Dorfes Beatenberg geht auf das Jahr 1230 zurück, sie stand im Zusammenhang mit der erweiterten Wallfahrtskapelle der Beatushöhle. Der Kirchensatz ging 1263 und 1334 an Interlaken. Die ersten Herren von Rothenfluh übten damals ihre Machtbefugnisse aus; aber das Dorf super rupes erfuhr vielfältige Besitzveränderungen bis 1275. Dann gelangten die Besitztümer durch einen Tausch der Eschenbacher an «König Rudolf von Habsburg und das Reich». 1281 hiess der Ort ob den fluen und 1357 bereits Sant Beaten berge. 1318 kam Beatenberg als Pfand an die Herrschaft Weissenau, die 1334 an das Kloster Interlaken fiel. Die Bäuerten Spirenwald, Schmocken und Waldegg-Rufenen hatten sowohl Allmenden als auch gemeinsame Alpen. 1394 und 1409 kam es zu Streitigkeiten um Weiderechte; 1535 konnte man definitiv die Grenzen zwischen den Bäuerten festlegen. Die ehemaligen grundherrlichen Alpen, die an Einheimische verliehen wurden, gehören heute Alpgenossenschaften.
1439 wütete eine verheerende Pest in der Stadt Bern; aus diesem Grunde unternahm man einen Bittgang zur Beatushöhle bei Sundlauenen. Bei der Höhle war eine Wallfahrtskapelle zu Ehren des Heiligen, die dem Kloster Interlaken unterstand.
Während der Reformation liess die Berner Regierung 1528 das Kloster Interlaken in die säkulare Landvogtei eingliedern, die Beatus-Kapelle abreissen und den Höhleneingang zumauern, um die Wallfahrten zu unterbinden. Die katholischen Unterwaldner liessen sich aber nicht vor weiteren Wallfahrten abhalten und brachen die Mauer wieder auf; so gingen Zumauern und Aufbrechen mehrmals weiter. Als Gegengewicht zum Kult um die Beatushöhlen liess die Berner Regierung 1534 bis 1540 auf dem Beatenberg eine neue evangelisch-reformierte Holzkirche bauen.
1535 wurde die Bäuert Waldegg-Rufenen von Goldswil der Kirche Beatenberg zugeteilt. 1565 traf die Pest auch Beatenberg; innerhalb von nur 6 Monaten starben 114 Personen.
Die heutige Kirche stammt von 1673. Von 1748 bis 1822 war Sundlauenen kirchlich Unterseen zugeschlagen. 1762 wurde die Gemeinde Beatenberg dem Stadtamt Unterseen und 1803 dem Oberamt (heute: Amtsbezirk) Interlaken zugewiesen.
Ab dem 18. Jahrhundert brachte Wollspinnerei einen Zusatzverdienst zur Berglandwirtschaft. Steinkohle wurde oberhalb Beatenberg 1771 auf der Gemmenalp und 1795 am Niederhorn abgebaut, der Abbau wurde schon 1856 eingestellt. 1822 bis 1829 wurden in Spirenwald, Schmocken, Waldegg und Sundlauenen-Ruchenbühl erste Schulhäuser erstellt; seit 1957 steht die Sekundarschule in Spirenwald. 1851 trat der bernische Staat seinen Hochwald den Bäuerten ab.

Historisches Luftbild von Werner Friedli von 1952

Kurgäste wurden zuerst im Pfarrhaus aufgenommen, und ab 1866 wurden Hotels und Pensionen erbaut, die bis 1914 als Luxushotels florierten. 1865 bekam Beatenberg eine Strasse nach Interlaken, 1884 die Seestrasse, 1889 die Drahtseilbahn Thunersee-Beatenberg und 1905 die Schiffsstation Beatushöhlen-Sundlauenen. 1904 wurde die Beatushöhle für Besucher wieder zugänglich gemacht. Ab 1913 befand sich an der Beatenbucht der Endpunkt der Rechtsufrigen Thunerseebahn, die 1914 nach Interlaken verlängert wurde. 1939 stellte der Betreiber die Bahn zwischen Beatenbucht und Interlaken auf Autobusbetrieb um, auf dem verbliebenen Abschnitt verkehrte ab 1952 bis 1982 der Trolleybus Thun–Beatenbucht. 1946 war der Baubeginn der Sesselbahn Beatenberg–Niederhorn. Diese Sesselbahn wurde 1996 durch eine Gruppenumlaufbahn ersetzt, welche 1997 in Betrieb genommen wurde.
1934 entstand das Bibelheim, das heute Seminar für biblische Theologie Beatenberg heisst und auch Gäste beherbergt. Um 1960 konnte die Krise im Tourismus durch Ausflugsverkehr, Kurbetrieb, Bau von Ferienwohnungen und Skiliften überwunden werden. Die katholische Kirche wurde 1969 erbaut, ein Kongressgebäude 1971. Eine Mehrheit der Arbeitsplätze sind heute im Dienstleistungssektor, der Steinbruch Balmholz ist der einzige grössere Industriebetrieb. Zur Reinigung des Abwassers aus der Gemeinde wurde das Dorf Beatenberg an die ARA Thunersee in der Uetendorfer Allmend, das Dorf Sundlauenen an die ARA Region Interlaken auf dem Bödeli angeschlossen.

## Bevölkerung
| Bevölkerungsentwicklung | Bevölkerungsentwicklung | Bevölkerungsentwicklung | Bevölkerungsentwicklung | Bevölkerungsentwicklung | Bevölkerungsentwicklung | Bevölkerungsentwicklung | Bevölkerungsentwicklung | Bevölkerungsentwicklung | Bevölkerungsentwicklung | Bevölkerungsentwicklung | Bevölkerungsentwicklung | Bevölkerungsentwicklung | Bevölkerungsentwicklung | Bevölkerungsentwicklung |
| ----------------------- | ----------------------- | ----------------------- | ----------------------- | ----------------------- | ----------------------- | ----------------------- | ----------------------- | ----------------------- | ----------------------- | ----------------------- | ----------------------- | ----------------------- | ----------------------- | ----------------------- |
| Jahr                    | 1764                    | 1850                    | 1880                    | 1900                    | 1930                    | 1950                    | 1960                    | 1970                    | 1980                    | 1990                    | 2000                    | 2012                    | 2016                    | 2023                    |
| Einwohner               | 547                     | 1'075                   | 1'119                   | 1'082                   | 1'088                   | 1'323                   | 1'303                   | 1'263                   | 1'176                   | 1'373                   | 1'279                   | 1'246                   | 1'297                   | 1'227                   |

## Sehenswürdigkeiten
- Beatushöhlen: Nach der Legende soll der Ortsheilige Beatus, ein Missionar aus Irland, an den Thunersee gezogen sein und dort aus den Höhlen oberhalb Sundlauenen einen Drachen vertrieben haben. Seine Wohnstätte in der Drachenhöhle wurde zu einem Pilgerort. Auch heute ist die kilometerlange Tropfsteinhöhle mit unterirdischen Seen eine Hauptattraktion der Gemeinde.
- Im westlichen Teil von Beatenberg befindet sich das Artilleriewerk Waldbrand, eine Festung, die 1941 begonnen wurde und 1944 ihre Feuerbereitschaft hatte.
- Oberhalb des Thunersees befindet sich das fast 2000 Meter hohe Niederhorn. Die Aussicht reicht von den Berner Alpen mit Eiger, Mönch und Jungfrau bis zum fernen Jura. Das Niederhorn ist ein idealer Ausgangspunkt für kürzere und längere Wanderungen. Mit etwas Glück begegnet man dabei einer Steinbockkolonie. Auch im Winter hat das Niederhorn seinen Reiz: Es stehen Skipisten, Winterwanderwege, Schneeschuhtrails und Schlittelpisten zur Verfügung. Ein Winterwanderweg zum Beatenberger Ortsteil Waldegg führt durch verschneite Wälder und Berglandschaften.

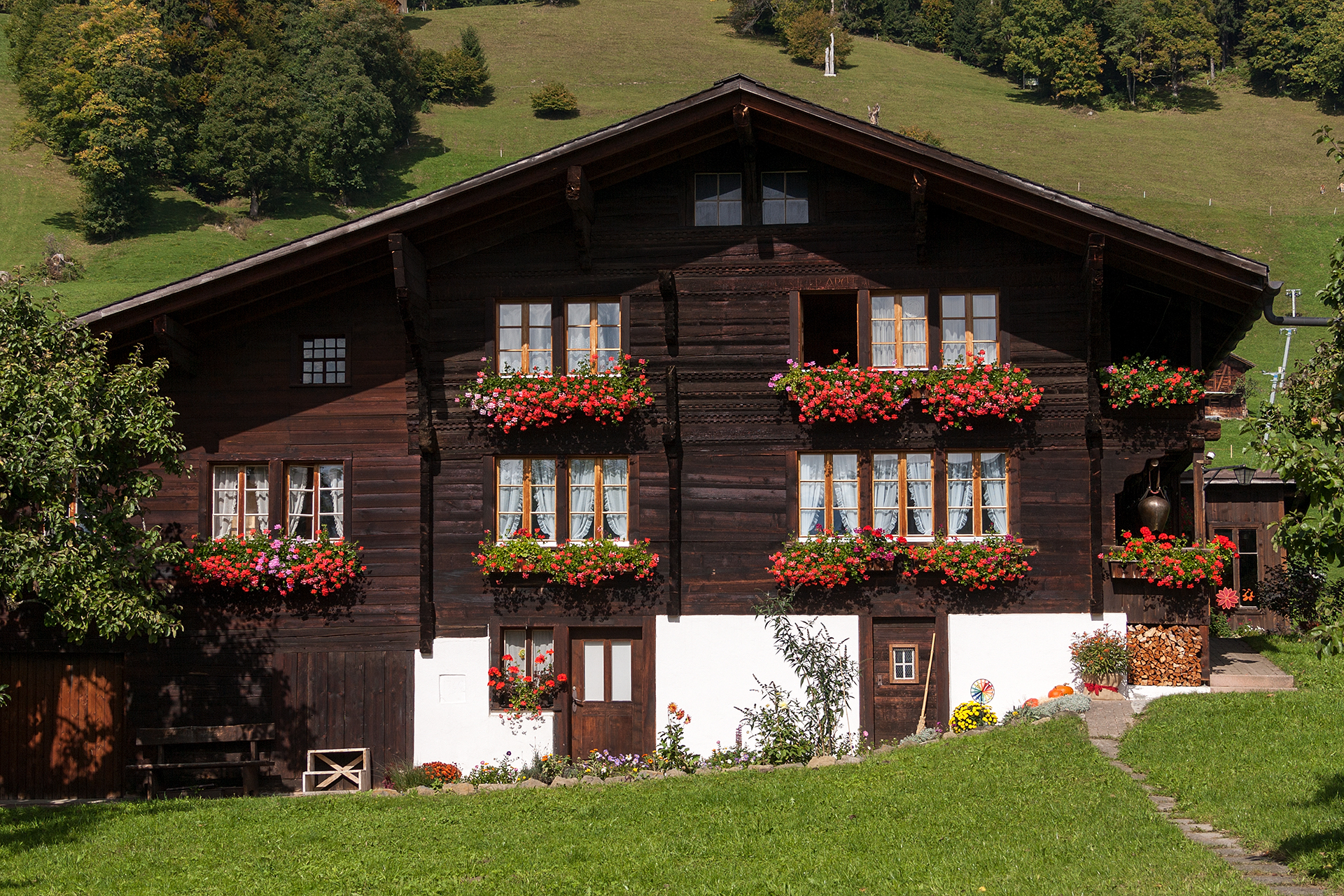
Altes Bauernhaus in Beatenberg
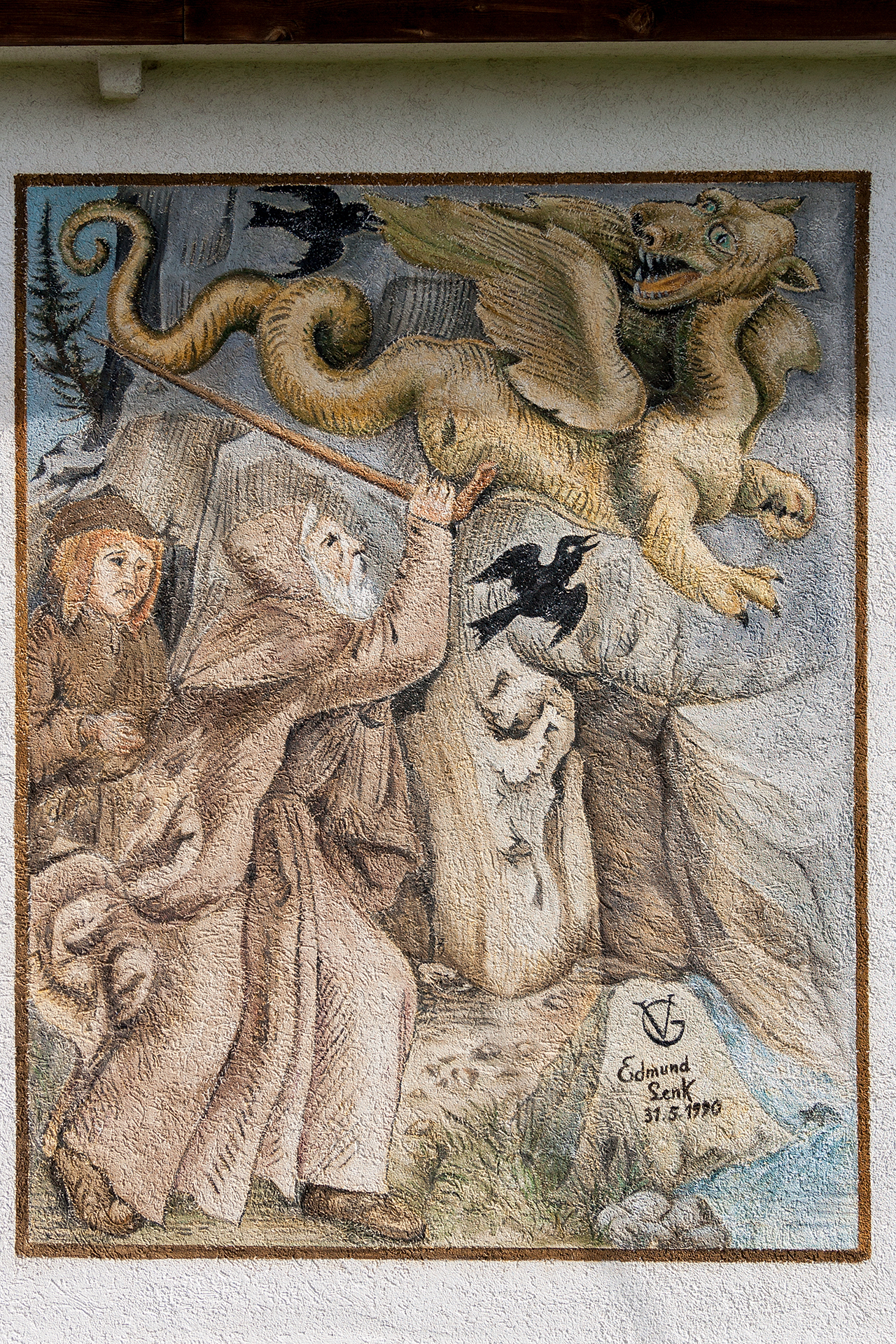
Wandbild Beatus und der Drachen
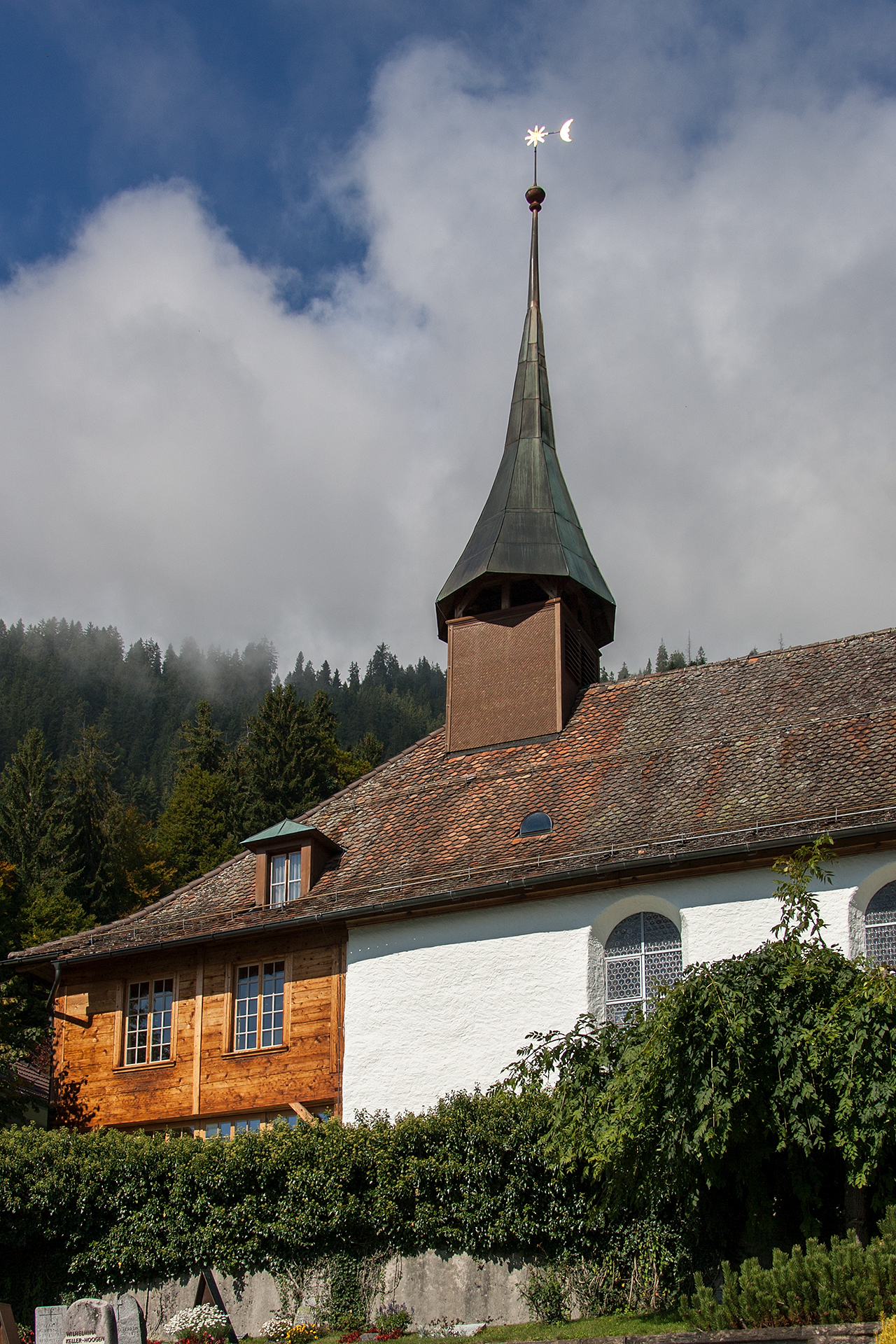
Reformierte Kirche
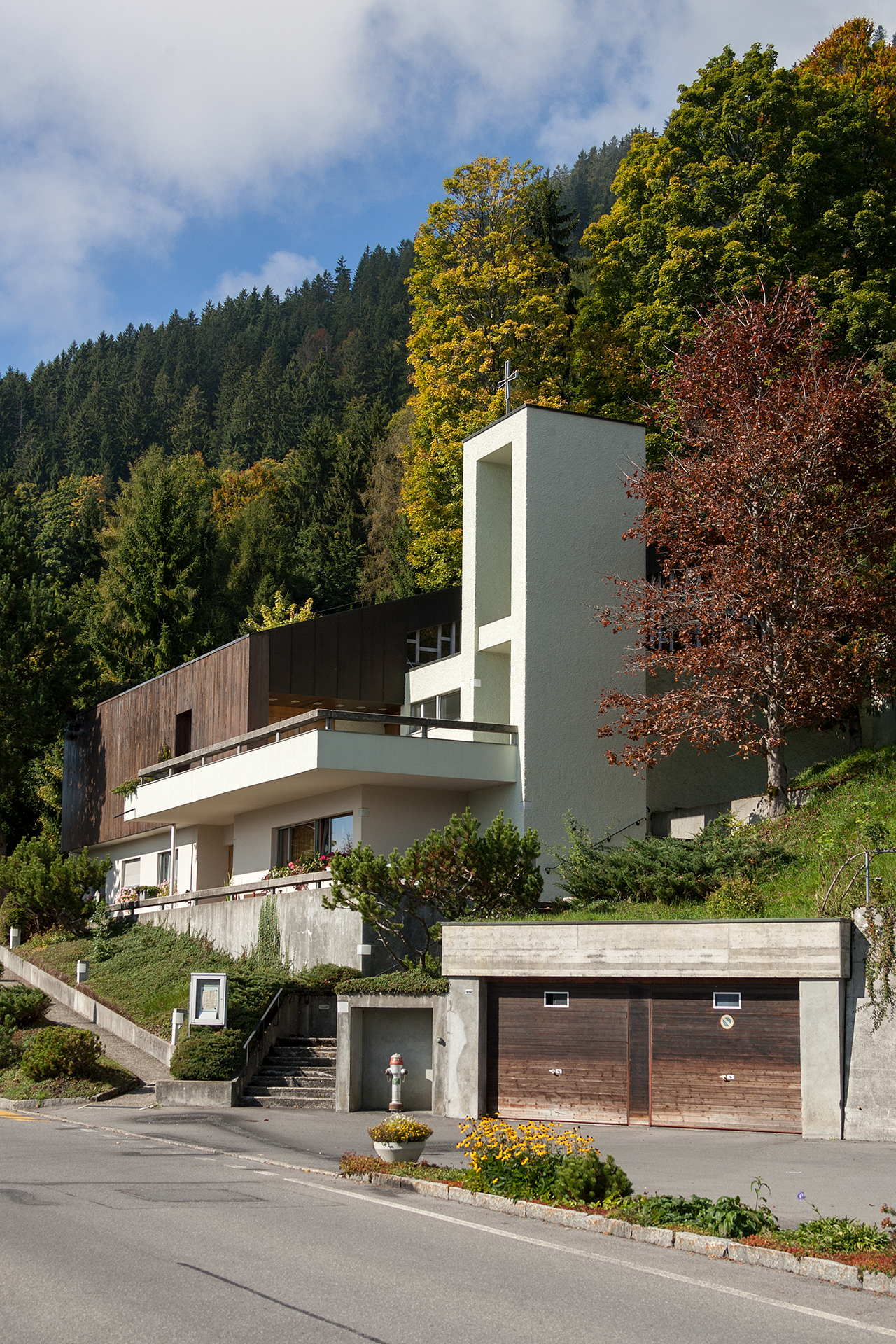
Katholische Kirche
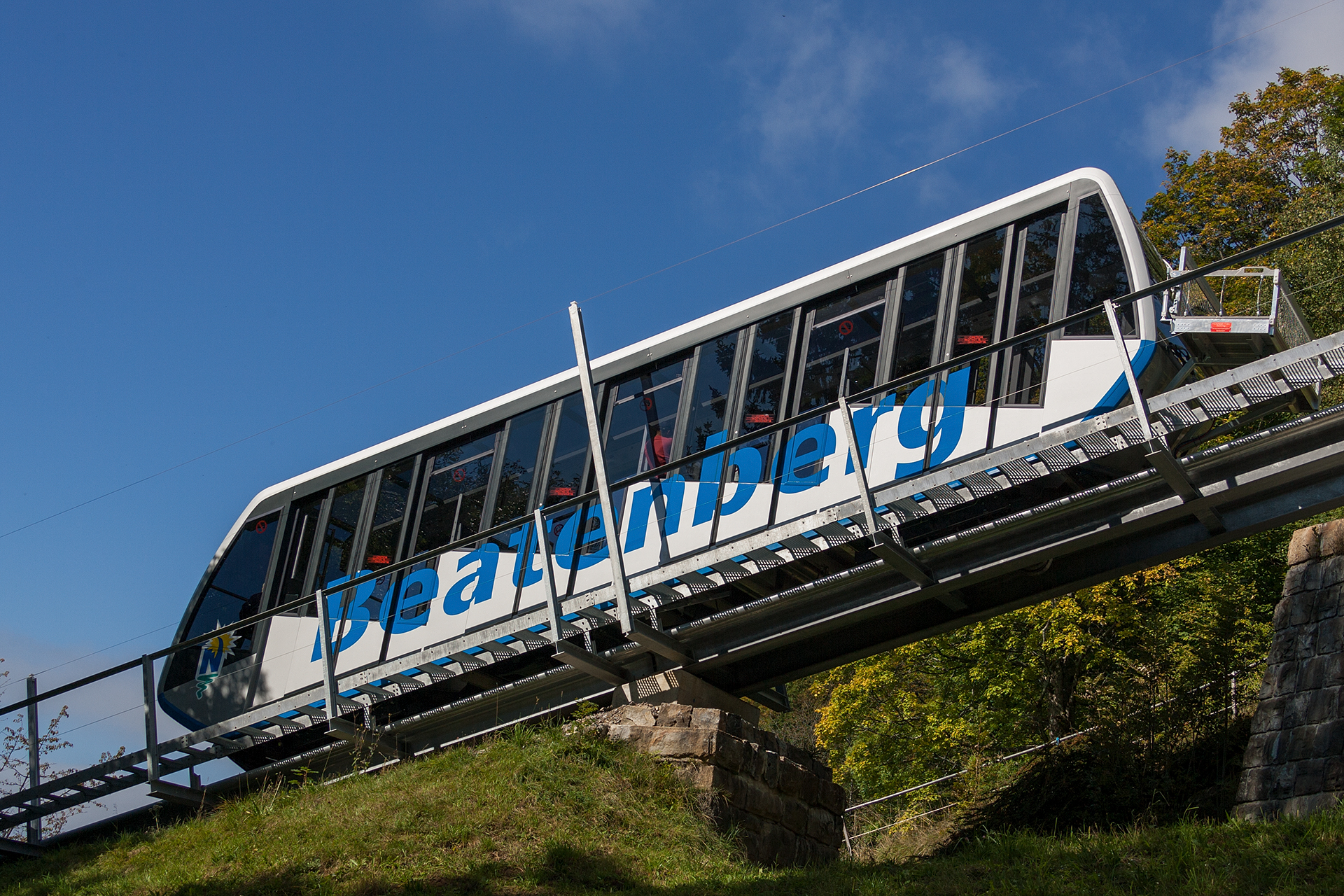
Standseilbahn Niederhornbahn AG
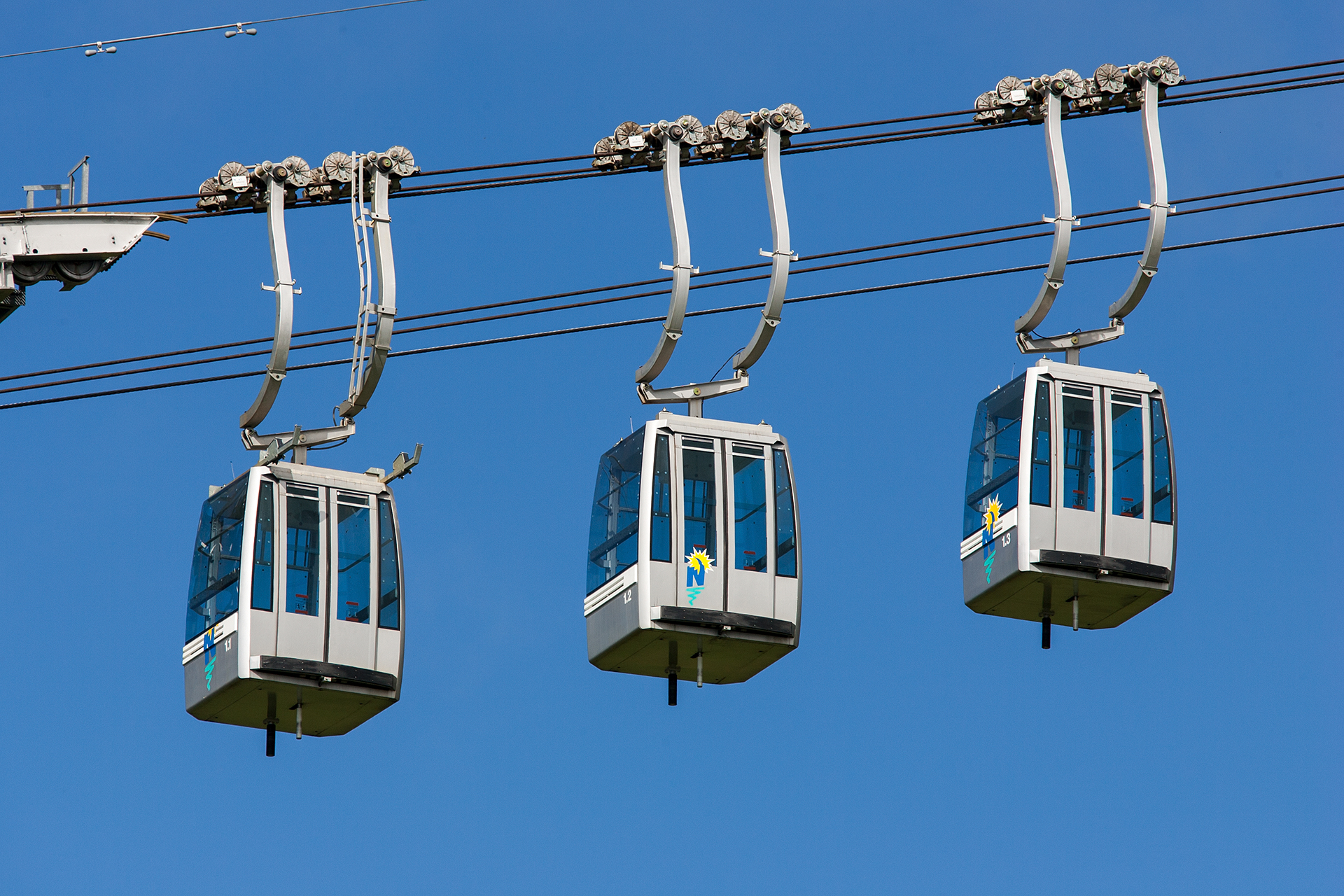
3-Seil-Gruppenumlaufbahn der Niederhornbahn AG
Beatenberg mit Hotel Silberhorn um 1900
Beatenberg um 1900
Beatenberg 1954 mit Stockhorn im Hintergrund

## Persönlichkeiten
- Albert Samuel Gatschet (1832–1907), Ethnologe und Linguist, geboren in Beatenberg
- Erich von Däniken (* 1935), Sachbuchautor, wohnt in Beatenberg
- Beatrice Gafner (* 1964), Skirennfahrerin, geboren in Beatenberg
- Evelyne Binsack (* 1967), Bergführerin, wohnte in Beatenberg
- Thomas Ulrich (* 1967), Bergsteiger und Fotograf, wohnt in Beatenberg
- Andreas Gafner (* 1971), Nationalrat (EDU), heimatberechtigt in Beatenberg
- Tim Grossniklaus (* 1995), Eishockeyspieler, geboren in Beatenberg